# Лёзов, Сергей Владимирович
Сергей Владимирович Лёзов (род. 2 мая 1954 года, Смоленск) — российский лингвист и правозащитник, автор ряда исследований текстов Нового Завета.

## Биография
Сергей Лёзов закончил в 1981 году филологический факультет МГУ (кафедра романской филологии).
В начале 1980-х годов распространял самиздат (в частности, вместе с Владимиром Прибыловским), а после начала Перестройки был членом редколлегии бюллетеня «Экспресс-Хроника» (1987—1990), Московской Хельсинкской группы (1989—1990), являлся представителем журнала «Страна и мир» в Москве. Некоторое время был близок к Александру Меню, которого подверг критике в статье, опубликованной в 1986 году.
С 1992 года преподаёт в РГГУ, в институте восточных культур и античности. С 1994 года имеет учёную степень кандидата исторических наук (диссертация «История и герменевтика в изучении Нового Завета»).
С 2017 профессор и ведущий научный сотрудник института классического Востока и античности ВШЭ.
Перевёл на русский язык ряд трудов Пауля Тиллиха, Мартина Бубера, Рудольфа Бультмана.
Занимается экспедициями в Сирию для изучения исчезающих новоарамейских языков.
Владение языками
Сергей Лёзов владеет, в той или иной степени, двенадцатью языками (кроме русского), в том числе, пятью мёртвыми (латинским, древнегреческим, арамейским, древнееврейским и аккадским) и семью живыми (английским, испанским, итальянским, немецким, курманджи и туройо).

## Критика
- Из рецензии Олега Мраморнова на издание трудов Сергея Лёзова:

Лёзов заявлял себя свободным христианином. За его плечами чувствовался оборванный опыт конфессиональной жизни. Он заинтересованно излагал взгляды либеральных теологов, но непонятно было, принадлежал ли к какой-либо протестантской Церкви или всерьез намеревался создать свою. Он делал ставку на сомнение.

- Из рецензии Якова Кротова на книгу «Канонические Евангелия», редактором и автором предисловия к которой является Сергей Лёзов:

…разве может добросовестно комментировать Евангелие человек, на протяжении многих лет пишущий об одном: о христианской ответственности за истребление евреев нацистами, пишущий как бы от имени христиан — но с мазохистским возведением антисемитизма к самым основам христианства. Лёзов даже отца Александра — еврея по крови — обвинил в антисемитизме.

## Избранная библиография
- История и герменевтика в изучении Нового Завета. — Восточная литература, 1996. — 375 с. — ISBN 5-02-017890-X
- Лёзов С. Попытка понимания: Избранные работы. — М.; СПб.: Университетская книга, 1999. — ISBN 5-7914-0043-8